# Рояма, Хацуо
Хацуо Рояма (яп. 盧山 初雄 Ро:яма Хацуо, род. 31 марта 1948, Япония) — мастер каратэ, ученик Масутацу Оямы, обладатель 9 дана в Кёкусинкай, президент Международной Федерации Кёкусин-кан каратэ-до, президент Фонда Кёкусин Сёгакукай, победитель и призёр чемпионатов Японии по Кёкусинкай, призёр чемпионата мира по Кёкусинкай 1975 года.

## Биография

### Начало пути
В детстве Хацуо Рояма не отличался выдающимися данными: по своему собственному утверждению он был не только слаб физически, но и не был особо преуспевающим учеником. Он был довольно безвольным юношей, быстро загораясь какой-либо идеей, но и быстро оставляя её. Каратэ же внушало молодому Рояме настоящий ужас, так как среди мальчишек ходили легенды о смертельных ударах «саннэнгороси» или «го-нэнгороси». Этот ужас перед каратэ и заставил Рояму самому начать заниматься каратэ. По совету друзей он выбрал додзё Оямы, поскольку эта школа имела репутацию наиболее суровой и сильной школs каратэ, и Рояма решил, что если уж учиться, так у самого сильного.
В октябре 1963 года Рояма пришёл заниматься в додзё Оямы. Упорные тренировки позволили ему уже через три года получить чёрный пояс и стать инструктором Хомбу ещё до достижения двадцатилетнего возраста. Рояма очень быстро прогрессировал, однако крупный проигрыш в одном из боёв крупному голландцу, ученику Йона Блюминга Яну Калленбаху заставил его прийти к выводу, что он, накопив предел силы, может сражаться только в своей весовой категории.

### Скитания
В 1967 году Рояма покинул Кёкусинкай и начались его «скитания в поисках истинной силы». Сначала он занялся кикбоксингом, став в этом же году победителем первого в Японии чемпионата между тайскими и японскими бойцами по этому виду единоборств.
Позже Рояма встретился с мастером одного из внутренних стилей китайского ушу Кэнъити Саваи. Занятия у этого мастера позволили Рояме понять, что разнице в физической силе может противостоять энергия «ци».
Осенью 1967 года Рояма поступил учеником к Хидэо Накамуре, под руководством которого серьёзно занимался базовой техникой каратэ.

### Возвращение в Кёкусинкай
По настоянию Накамуры осенью 1972 года Рояма вернулся в Кёкусинкай и благодаря приобретённым к тому времени знаниям получил прозвище «сильнейший». Сразу после возвращения в Кёкусинкай Рояма принял участие в 5-м Чемпионате Японии, на котором победил, одолев в финальном бою Ямадзаки.
В 1980 году Рояма стал директором отделения Кёкусинкай префектуры Сайтама.
В 1990 году посетил с показательными выступлениями Советский Союз как руководитель команды чёрных поясов. В том же году Ояма назначил его заместителем председателя совета директоров отделений всей Японии и ответственным за развитие Кёкусинкай в СССР.

### Кёкусин-кан
После смерти Масутацу Оямы в Кёкусинкай произошёл раскол и Рояма поддержал кантё Сёкэя Мацуи, оставшись Бранч-чифом своей родной префектуры Сайтама и став Верховным Советником и куратором регионов бывшего СССР и восточной Азии в Международном Комитете IKO. Однако неприятие Роямы коммерциализации Кёкусинкай привело к тому, что 19 ноября 2002 года он был исключён из IKO. В письме Мацуи бранч-чифам говорилось: «Из-за преднамеренного игнорирования регулирования политики, сформированной в IKO Официальным Регламентом, и его намерение разрушить гармонию организации, с 19 ноября 2002 года Хацуо Рояма освобождается от всех прав и обязанностей как руководитель Бранча префектуры Сайтама, Япония и исключается из IKO. Это было для нас трудным решением, но, поверьте, обоснованным. Мы ожидаем вашего полного понимания и прекращения любого официального контакта с г. Роямой».
13 января 2003 года Хацуо Рояма создал Международную организацию Кёкусинкан. В настоящее время он является Президентом Международной Федерации Кёкусин-кан каратэ-до и Президентом Фонда Кёкусин Сёгакукай.

### Личная жизнь
1 ноября 2021года в Киеве (Украина) принял крещение и венчался с Викторией Каминской в Свято-Пантелеймоновском монастыре.
Хацуо Рояма употребляет спиртное и даже курит. Он признаёт, что курение является вредной привычкой, однако приводит при этом слова Масутацу Оямы: «Бороться с дурными привычками может только слабый человек, сильный же человек должен уметь жить с ними достойно!»

## Спортивные достижения
| Состязание          | Дата      | Результат                                                 |
| ------------------- | --------- | --------------------------------------------------------- |
| V чемпионат Японии  | 4.11.1973 | Золото                                                    |
| VI чемпионат Японии | 1974      | Бронза                                                    |
| I чемпионат Мира    | 1975      | Серебро                                                   |
| II чемпионат Мира   | 1979      | Не допущен в четвёртый круг из-за травмы — перелома рёбер |

## Мастер лоу-кика
Хацуо Рояма привнёс в каратэ приём, ранее почти не применявшийся, но ставший впоследствии визитной карточкой стиля Кёкусинкай — гэдан маваси-гэри (круговой удар ногой в нижний уровень) или «лоу-кик». Ранее этот удар в Кёкусинкай выполнялся, в основном, в качестве подсечки, как подготовительный приём выведения противника из равновесия, после чего следовал более мощный удар. Рояма же стал использовать лоу-кик как самостоятельный мощный удар, нацеленный на бедро противника. При отработке этого удара Рояма повторял его ежедневно по несколько тысяч раз, пока его голени не опухали, а в моче не начинала появляться кровь.

## Учителя
Рояма выделяет трёх учителей, которые повлияли на его становление как мастера. В предисловии к своей книге «Моя жизнь — каратэ» он пишет:
Ещё в молодости мне посчастливилось встретиться с тремя великими учителями. Благодаря занятиям с ними я смог найти себя и не ошибиться в выборе жизненного пути. Учитель Ояма Масутацу заставил меня до мозга костей прочувствовать всю тяжесть побед и поражений. Учитель Накамура Хидэо показал всю глубину и неисчерпаемость истины каратэ-до. Благодаря встрече с учителем Саваи Кэнъити я научился видеть радость в жизни каратэ.